# Piriqueta morongii
Piriqueta morongii là một loài thực vật có hoa trong họ Lạc tiên. Loài này được Rolfe miêu tả khoa học đầu tiên năm 1892.